# Roland Mark Schoeman
Roland Mark Schoeman (Pretòria, Sud-àfrica, 3 de juliol de 1980) és un nedador especialista en les proves de velocitat dels estils crol i papallona. Schoeman ha estat tant un dels nedadors sud-africans més guardonats a nivell internacional com de tot el seu continent al llarg de la història. Campió olímpic en Atenes i mundial en tres ocasions, també va ser mantindre el rècord mundial dels 50 metres papallona amb una marca de 22.96 entre el Mundials de 2005 i l'abril de 2009, quan Rafa Muñoz el va superar.